# Alfarjía

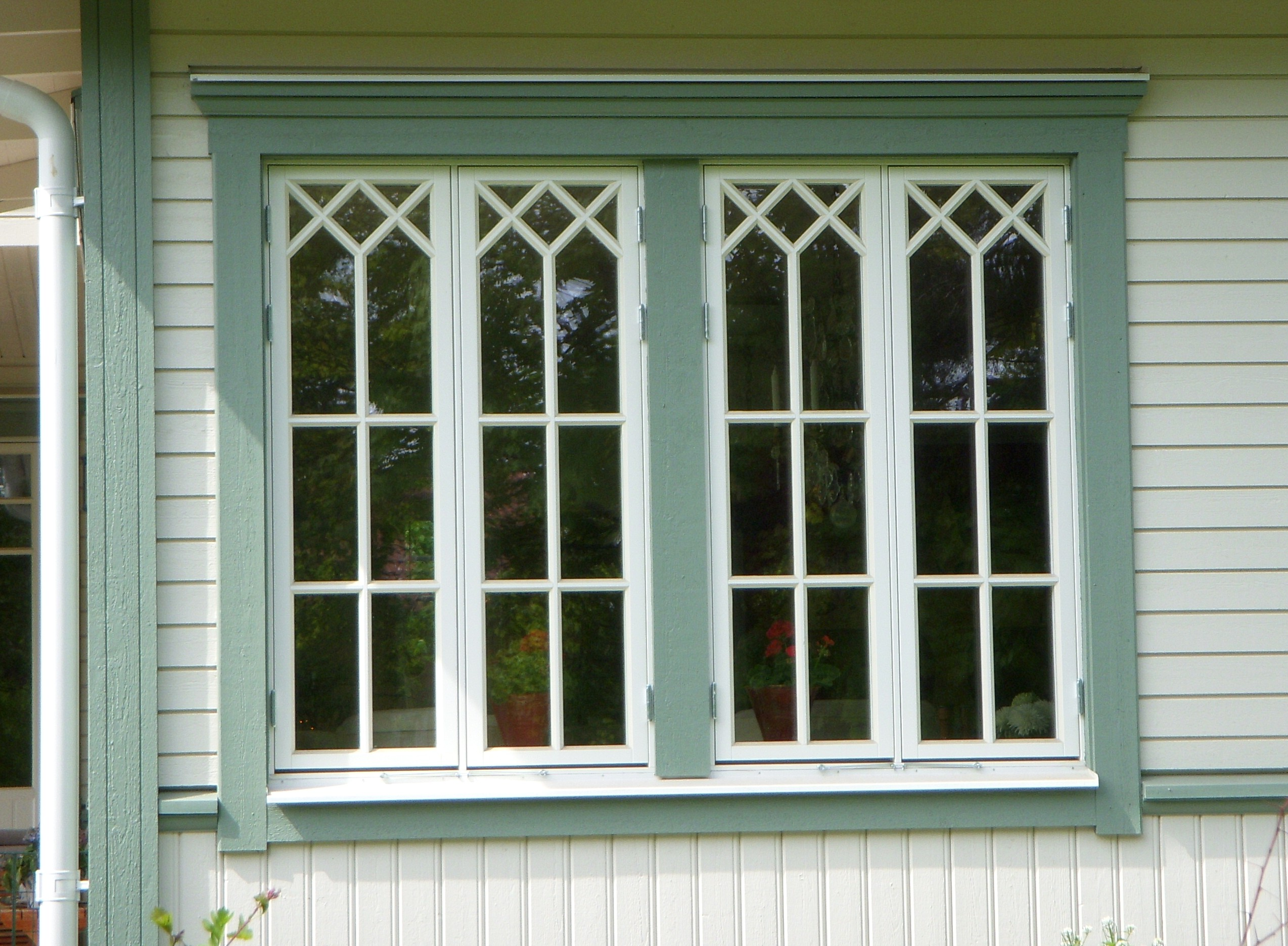
Alfajía de metal en el marco inferior de una ventana

Alfarjía o alfajía (del árabe: الْفَرْشِيَّة al-faršiyya) es una viga de hormigón que se construye encima de los muros que sobrepasan los tejados o de pasamanos en muros bajos de ladrillo, en balcones o gradas de hormigón; también se usa debajo del marco inferior de las ventanas exteriores. Su utilidad principal es de servir como viga de amarre y como corta goteras en las construcciones de ladrillo y hormigón.
En la Edad Media se llamaban alfarjías los tablerillos de pino, castaño o encina, cortados en diversas figuras y de los cuales se servían para revestimientos de techumbres y para proteger la humedad de las vigas en el exterior de las habitaciones.
También servían para la construcción de puertas y ventanas. Sus dimensiones usuales son 0,14 metros de ancho, 1,80 a 2,78 m de largo, con un grueso de 0´0092 m.